# Mravnica (żupania szybenicko-knińska)
Mravnica – wieś w Chorwacji, w żupanii szybenicko-knińskiej, w mieście Szybenik. W 2011 roku liczyła 70 mieszkańców.